# مارسیا گودریت
مارسیا گودریت (انگلیسی: Marcia Gudereit؛ زادهٔ ۸ سپتامبر ۱۹۶۵) ورزشکار کرلینگ اهل کانادا است.
وی در مسابقات کشوری و بین‌المللی در مجموع برندهٔ ۷ مدال طلا، ۱ مدال نقره، ۲ مدال برنز شده‌است.